# Sejm piotrkowski 1514
Sejm piotrkowski 1514 – Sejm walny Korony Królestwa Polskiego został zwołany 10 stycznia 1514 roku do Piotrkowa.
Sejmiki przedsejmowe odbyły się: proszowski 15 marca, generalny korczyński 19 marca 1514 roku.
Obrady sejmu trwały od 26 marca do 5 kwietnia 1514 roku. Sejmik relacyjny ziemi krakowskiej w Wojniczu został zwołany 13 lipca na 24 sierpnia 1514 roku.